# Стоуні-Пойнт (переписна місцевість, Нью-Йорк)
Стоуні-Пойнт (англ. Stony Point) — переписна місцевість (CDP) в США, в окрузі Рокленд штату Нью-Йорк. Населення — 12 126 осіб (2020).

## Географія
Стоуні-Пойнт розташоване за координатами 41°13′46″ пн. ш. 73°59′52″ зх. д. / 41.22944° пн. ш. 73.99778° зх. д. (41.229379, -73.997646).  За даними Бюро перепису населення США в 2010 році переписна місцевість мала площу 17,44 км², з яких 14,09 км² — суходіл та 3,35 км² — водойми.

## Демографія
Згідно з переписом 2010 року, у переписній місцевості мешкало 12 147 осіб у 4302 домогосподарствах у складі 3291 родини. Густота населення становила 696 осіб/км².  Було 4525 помешкань (259/км²).
Расовий склад населення:
| - 86,2 % — білих - 4,1 % — чорних або афроамериканців - 3,0 % — азіатів - 0,2 % — корінних американців - 0,1 % — вихідців з тихоокеанських островів - 4,2 % — осіб інших рас |

До двох чи більше рас належало 2,2 %. Частка іспаномовних становила 14,0 % від усіх жителів.
За віковим діапазоном населення розподілялося таким чином: 23,3 % — особи молодші 18 років, 60,4 % — особи у віці 18—64 років, 16,3 % — особи у віці 65 років та старші. Медіана віку мешканця становила 43,3 року. На 100 осіб жіночої статі у переписній місцевості припадало 96,5 чоловіків;  на 100 жінок у віці від 18 років та старших — 92,6 чоловіків також старших 18 років.
Середній дохід на одне домашнє господарство  становив 113 373 долари США (медіана — 93 688), а середній дохід на одну сім'ю — 128 886 доларів (медіана — 110 500). Медіана доходів становила 66 181 долар для чоловіків та 51 061 долар для жінок. За межею бідності перебувало 5,0 % осіб, у тому числі 6,5 % дітей у віці до 18 років та 4,3 % осіб у віці 65 років та старших.
Цивільне працевлаштоване населення становило 6575 осіб. Основні галузі зайнятості: освіта, охорона здоров'я та соціальна допомога — 27,9 %, роздрібна торгівля — 11,2 %, науковці, спеціалісти, менеджери — 9,8 %.